# 力の強い女 ト・ボンスン
『力の強い女 ト・ボンスン』（ちからのつよいおんな ト・ボンスン、原題：힘쎈여자 도봉순）は、2017年にJTBCで放送された韓国の連続テレビドラマ。ヒロインである超人的な怪力の持ち主ト・ボンスンはパク・ボヨンが演じた。相手役はパク・ヒョンシクとジスが演じた。2017年2月24日から4月15日まで毎週金曜と土曜に放送された。全16話。
また、本作から6年後の2023年には、ト・ボンスンの親戚で同じく怪力の血筋を受け継いだ少女を描く『力の強い女 カン・ナムスン』（主演：イ・ユミ）が製作・放映されている。

## 制作
ペク・ミギョンが脚本を書き、イ・ヒョンミンが演出した。制作会社はDRAMA HOUSEとJS picturesである。
音楽監督は、3人組の音楽グループエブリシングルデイのボーカルとベースを担当しテレビドラマの音楽を多数作っているムン・ソンナムで、作曲はエブリシングルデイのメンバーであるチョン・ジェウの他にチョン・チャシク、カン・ヒチャン、イ・ギョンシク、チェ・ソンフンが参加した。

## 放送
2017年2月24日から4月15日までの毎週金曜と土曜23:00から平均約65分間、全16回にわたって放送された。

## 評価
韓国のケーブルテレビ放送局JTBCのドラマとして放送当時における歴代最高視聴率を記録した。
主演のパク・ボヨンはこのドラマでの演技が評価され、2017年9月7日に開催された2017ソウルドラマアワードで韓流ドラマ女性演技者賞を受賞した。

## 登場人物

### 主要人物
ト・ボンスン
演 -  パク・ボヨン
怪力の持ち主。アン・ミンヒョクのボディーガードになる。道峰（トボン）区道峰洞1342番地に両親および双子の弟と一緒に住んでいる。学生の頃から同級生のグクドゥに片思いしていたが、ミンヒョクと行動を共にするうちに彼に惹かれていく。
アン・ミンヒョク
演 -  パク・ヒョンシク
有名ゲームソフト会社アインソフトの社長。脅迫電話がかかってきたり生命を狙われ始めたため、偶然出会った怪力の持ち主であるボンスンに自分のボディーガードを依頼する。ボンスンがグクドゥに片思いしている姿を、最初は第三者として観察していたが、ボンスンの魅力に気付き次第に好きになっていく。
イン・グクドゥ
演 -  ジス
警察大学出の刑事。道峰（トボン）警察署凶悪犯罪3課に配属になる。ヒジという彼女がいるがボンスンの言動が気になってしまい、つい小言を言ってしまう。ボンスンの怪力や彼女から片思いされていることに気づいてない。

### ボンスンの関連人物
ト・ボンギ
演 -  アン・ウヨン
ボンスンの双子の弟。整形外科医。
ファン・ジニ
演 -  シム・ヘジン
ボンスンの母。元重量挙げ選手。
ト・チルグ
演 -  ユ・ジェミョン
ボンスンの父。クルミ菓子専門店の店主。元レスリング選手。
ナ・ギョンシム
演 -  パク・ボミ
ボンスンの親友。ボンスンの家で同居している。
カン・バング〈76歳〉
演 -  ファン・ファスン（ペク・スリョン）
ファン・ジニの母。ボンスンの祖母。怪力の持ち主。大邱市在住。ソウルに上京して来る。

### ミンヒョクの関連人物
アン・チョルト
演 -  ハン・ジョングク
ミンヒョクの父。オソン建設の創業者でオソングループ会長。元ヤクザ。
アン・ドンソク
演 -  シム・フンギ
アン・チョルト会長の二男。ミンヒョクの兄。

#### アインソフト社員
コン秘書
演 -  チョン・ソクホ
アン・ミンヒョク社長の秘書。海兵隊出身。ボンスンの入社時に社長命令でボンスンと片足相撲をして重傷を負い、入院する。
オ・ドルピョ
演 -  キム・ウォネ
アインソフトの企画開発1チームのチーム長。ゲイ。本名オ・ドンピョン。

### グクドゥの関連人物
チョ・ヒジ
演 -  ソル・イナ
グクドゥの恋人。チェロ奏者。
チョン・ミファ
演 -  ユン・イェヒ
グクドゥの母。ベストセラー作家。町内に住んでいる。

### 警察署員
ユク課長
演 -  チェ・ムイン
道峰（トボン）警察署凶悪犯罪3課の課長。

### ペク・タクの関連人物
ペク・タク
演 -  イム・ウォニ
本名ペク・スタク。通称は「組長」。ペク・タク産業開発の代表。以前はアン・チョルトの手下だった。
ア・ガリ
演 -  キム・ミンギョ
ペク・タクの右腕。
キム・グァンボク
演 -  キム・ウォネ
ペク・タクの手下のチンピラ。ボンスンに撃退されて歯が折れる。
ファン・ヒョンドン
演 -  キム・ギム
ペク・タクの手下。
オ・ヒョンジュン〈30歳〉
ペク・タクの手下。
チャールズ（チョルス）・コ
演 -  ユン・サンヒョン
ペク・タクのブレイン。

### 連続拉致事件の関連人物
キム・ジャンヒョン
演 -  チャン・ミグァン
廃車工場の社長。道峰洞（トボンドン）連続拉致事件の犯人。
チャン・グァンソク
廃車工場の社員。
キム・ジウォン
最初の拉致被害者。高校教師。
イ・ジュヨン〈32歳〉
2番目の拉致被害者。バレエ教室校長。
薬局店員
3番目の拉致被害者。教会信者。

### その他の人物
ミョンスのママ
演 -  キム・ミファ
町内のファン・ジニ3人組の一人。口数が多い。
ジェスンのママ
演 -  キム・スヨン
町内のファン・ジニ3人組の一人。
ニザームッディーン
演 -  クァン・ヒョクス
「インド人僧侶」とされていたが、宗教詐欺容疑で指名手配中の韓国人本名チョ・ダルボンと分かる。
車に乗ったチンピラ
演 - キム・ウォンヒョ
大通りで急に車を停めたせいで、後ろの女性ドライバーが追突してしまう。その女性ドライバーに対してひどい罵詈雑言を浴びせるが、間に入ったミンヒョクにより追い払らわれる。

## あらすじ
以下の話数は全16話の韓国語版による。全24話に編集された日本語字幕版については該当する話数・箇所を脚注で示す。
第1話 기막힌 녀석들（あきれたやつら）
ボンスンは先祖代々女系に伝わる怪力の血筋を引いているが、ふだんはその怪力を隠して生きている。
ある時ボンスンはチンピラたちを怪力で撃退する。ミンヒョクは偶然その場面を目撃して、ボンスンがチンピラたちを一撃で遠くまで突き飛ばしたりするのに驚く。ミンヒョクは有名ゲームソフト会社アインソフトの社長だが、正体不明の男に脅迫を受けていて、ボンスンをボディーガードとして雇おうとする。いっぽうボンスンは高校卒業後職場を転々として、今は求職中でゲームソフトの仕事をしたいと思っていたので会社社長のボディーガードの話を断ろうとするが、その会社がアインソフトと聞いて社長と会うことにする。ボンスンは社長ミンヒョクの面接を受けて入社が決まる。
ボンスンの住む町内で夜道を歩いていた若い女性が襲われて殺される事件が起きる。
第2話 범인의 마음（犯人の心）
事件の捜査にはボンスンが片思いする警察大学出の刑事グクドゥも加わっている。続いて同じ場所で別の若い女性が襲われ重傷を負い入院する。しかしその被害者は医者を装った男に病室から拉致され、隠れ家に監禁される。隠れ家の中には鉄格子のついた檻のような小部屋がならび、その前に拘束用のパイプベッドが置かれている。
拉致犯の顔を見たボンスンを守るために身辺警護をしていた刑事が刺される。危険を感じたミンヒョクの命令でボンスンはミンヒョクの家に行く。
第3話 그놈의 비밀（あいつの秘密）
ボンスンはミンヒョクの家に泊まる。ボンスンはミンヒョクをゲイだと思っていて、ミンヒョクもボンスンの前ではときどきゲイらしいふりをする。
ミンヒョクが警察署でボンスンに足を踏まれて入院する。入院した病院にはボンスンの双子の弟ボンギが医師として勤めていて、ボンスンの怪力のせいで怪我したチンピラ（組員）たちやミンヒョクの男性秘書も入院している。その病院にグクドゥの恋人ヒジがチェロ演奏で指を痛めて来院する。ボンギがヒジを診察する。さらに組長が組員たちの見舞いに来る。
第4話 그녀의 정체（彼女の正体）
激しく雨が降り雷が鳴る夜、バレエ教室女性校長イ・ジュヨン（32歳）が襲われて拉致される。しばらくたって警察が捜査に乗り出す。ジュヨンも病院から拉致された女性と同じ所で監禁される。
ミンヒョクの父である中堅企業オソン建設の創業者でオソングループ会長のアンが家族の前でミンヒョクを次期経営者に指名する。ミンヒョクの3人の兄のうち長男と三男が不満をあらわす。ミンヒョクは公園で近くの建物屋上から男に狙撃されるが、傷がたいしたことないのでボンスンと自宅に戻ると、オソングループを継ぐなと電話で脅迫される。
ボンスンはグクドゥの恋人ヒジを病院で目にしてから何かといらいらして、グクドゥが友だちとして気づかってくれるのも気に入らない。ボンスンは親友のギョンシム、弟ボンギ、ミンヒョクの4人で映画を見に行き、そのあとクラブで踊って泥酔して帰宅し、母とミンヒョクがいる前でミンヒョクはゲイだ、「ログアウト」しろなどとわめいてしまう。しかしそんなボンスンにミンヒョクはやさしい。ボンスンは今まで嫌な上司だと思っていたミンヒョクのことを見直す。
第5話 친구인 듯 친구 아닌（友だちのようでもあり友だちじゃないようでもあり）
ボンスンの家に同居している親友のギョンシムが夜、近所に買い物に行って拉致犯に襲われる。心配して見に来たボンスンのおかげでギョンシムは怪我で済む。犯人はボンスンに投げ飛ばされて怪我を負って逃走する。ボンスンの怪力を知らないグクドゥはボンスンを守るためにミンヒョクの家で一緒に住むようにさせ、さらにグクドゥ自身もミンヒョクの家にやって来る。グクドゥを思い続けて来たボンスンはうれしくてたまらない。
第6話 해피투게더（ハッピートゥゲザー）
ミンヒョクとグクドゥはビリヤードや酒の飲み比べで勝負をして酔いつぶれ、ボンスンにかかえられて帰宅する。その後グクドゥは警察署で宿直になったり、ヒジから別れを言い出されたりして、ミンヒョクの家にやってこない。
父から会社のための政略結婚をすすめられたミンヒョクは、ボンスンとすでに同居しており結婚するつもりだと言って拒否する。ボンスンは怒る。
ミンヒョクが自宅で襲われるが、ボンスンがフライパンの一撃で撃退する。
第7話 변화（変化）
ミンヒョクを襲った犯人の1人は組長ペク・タクの手下のオ・ヒョンジュンで、以前ボンスンを警護していたチェ刑事を刺した男だった。襲撃はオソングループの後継者を決める臨時株主総会にミンヒョクを出席させないためだった。ミンヒョクは総会に出席して襲撃について報告し、つかまえた犯人の映像をテレビ電話で見せ、脅迫に始まったこの半年の経緯を出席者に説明し、襲撃させた者がこの出席者の中にいると告げて、総会の延期を提案し了承される。加えてミンヒョクは噂によって会社の株価下落を招いた自身のゲイ疑惑について否定する。
ペク・タクに襲撃を依頼したのは次兄とわかる。次兄を信じていたミンヒョクは衝撃を受けるが、次兄と話して許し、和解する。
脅迫事件が解決し、ミンヒョクが課した怪力コントロールの訓練も終えたボンスンは念願の企画開発チーム所属になる。
拉致犯は3人目の被害者である薬局店員を隠れ家で監禁拘束している。その拉致犯がギョンシムの病室に医者を装って現れるがボンスンに見破られて逃げる。
第8話 한 걸음 더（一歩 近づいた）
ミンヒョクが前言をひるがえし、ボンスンは拉致犯を捕まえないと企画開発チームに入れないことになる。ミンヒョクの指導のもと、ボンスンは怪力にみがきをかける。一方、グクドゥは以前からボンスンを好きだったことに気づきヒジと別れる。
女子大生が拉致され、警察では連続拉致事件の特別捜査本部を作って公開捜査に乗り出す。小劇団で公演中の演劇『青ひげと7人の花嫁』と犯人の関係が取りざたされる。グクドゥの所属する凶悪犯罪3課は独自に捜査を続ける。
ボンスンにやられて手下が何人も重傷を負うはめになっていた組長（社長）ペク・タクは、仕返しのためにボンスンをだまして人気のない倉庫に呼び出す。倉庫にペク・タクと手下たちが現れる。
第9話 목숨 건 사랑（命をかけた愛）
ボンスンは次々に襲いかかるペク・タクの手下を撃退する。そこにミンヒョクとグクドゥが駆け付ける。手下たちをやっつけるボンスンの怪力にグクドゥは驚く。物かげに隠れていたグァンボク（ボンスンにやられて歯を折られたチンピラ）が飛び出し、ナイフでボンスンを刺そうとする。ミンヒョクがボンスンを守ろうとして代わりに刺される。ミンヒョクは入院するが軽傷で済んだ。
道峰洞（トボンドン）連続拉致事件の捜査が特捜部に移って捜査権がなくなったが、グクドゥたちの凶悪犯罪3課は廃車工場の社長キム・ジャンヒョンがあやしいと見て捜査を続ける。ジャンヒョンは最初の拉致事件のとき犯人は大足だったと決定的な証言をした男であった。ところがジャンヒョンではない別の男が逮捕される。
第10話 숨은 마음 찾기（隠れた気持ち探し）
逮捕された男は女子大生のストーカーだったが、連続拉致事件とは関係ないと供述する。グクドゥは、単独捜査でキム・ジャンヒョンを追及し殴ったことが署内で問題になり、警察官を辞めようとするが、ユク課長はグクドゥと密かに捜査を続ける。
ボンスンは企画開発チームで仕事を始められると喜んだが、実はインターンで実質的な仕事がなく、上司がミンヒョクだったためボディーガードだった時と変わりがない。企画開発1チームのチーム長オ・ドルピョにいやがらせを受けたボンスンは、歯を折ったチンピラそっくりでゲイのオ・ドルピョを軽くやっつける。
ミンヒョクの思いを知ったボンスンは心が揺れる。
第11話 타이밍（タイミング）
社内でもボンスンへの愛を隠さないミンヒョクに、ボンスンはとまどうが、グクドゥへの片思いが終ったことをさとる。ボンスンとミンヒョクは、ボンスンが作ったキャラクターを使った企画を一緒に作成する。
ヒジが連続拉致事件の犯人に狙われ、グクドゥは対応に追われる。ボンスンが友だち以上の関係を望んでいないことを知ったグクドゥは、用意したプレゼントのネックレスをボンスンに渡せない。
第12話 헬프 미（ヘルプ・ミー）
新企画のプレゼンテーションのためのワークショップという名目でミンヒョクがボンスンを海辺に連れて来る。他に人のいない海辺で二人は恋の世界にひたる。
母のいる釜山に行くために夜道を歩いていたギョンシムが拉致される。ギョンシムの異変に気づいたボンスンと、ボンスンから連絡を受けたグクドゥたち3課の刑事が犯人の廃車工場に行く。ギョンシムは見つからない。家に戻ったボンスンの元に、暴行を受けるギョンシムの動画が犯人から送られて来る。
第13話 그럼에도 불구하고（それにもかかわらず）
ギョンシムを救い出すために廃車工場に来たボンスンは地下の隠れ家を見つけ出し、爆発する廃車工場から拉致被害者3人を救い出す。しかしギョンシムだけは犯人キム・ジャンヒョンが連れ出していて助けられない。犯人から連絡を受けたボンスンは犯人の指定した場所に行く。ボンスンはそこでギョンシムを助けることが出来たが、助ける過程で犯人の思惑通りに罪のない人を傷つけてしまう。間違った怪力の使い方をした過去の先祖たちの例にもれず、ボンスンは怪力を失ってしまう。非力になったボンスンが犯人に銃を向けられ、胸ぐらをつかまれている所にミンヒョクがかけつける。ミンヒョクと犯人が格闘している所にグクドゥも駆けつける。
第14話 배틀의 서막（バトルの序幕）
車で逃走する犯人をグクドゥも車で追う。激しい追跡の末、山道で対向車をよけそこなった犯人の車が崖から下の池に転落する。犯人の死体は発見できないが、警察は犯人が死んだと推定する。
怪力を失ったボンスンはとまどうが、若いころすでに怪力を失っている母の助言に従って、それに慣れようとする。
過去にミンヒョクを取材した記者を装い拉致犯のキム・ジャンヒョンがミンヒョクの会社アインソフトにやって来る。ジャンヒョンはコン秘書を後ろから殴り倒してボンスンを連れ去り、屋上で縛りつけ、タイマーで5分に設定した時限爆弾をボンスンの体にくくりつける。ミンヒョクがボンスンを助けようとして屋上の扉の外までやって来るが、扉は開かない。
第15話 레벨 업（レベルアップ）
ミンヒョクを助けてほしいと泣き叫ぶボンスンに天から一条の光が差し込みボンスンの怪力が復活する。ボンスンが投げ飛ばした爆弾が上空で花火のように爆発する。外に避難していた社員たちがそれを見て歓喜の声をあげる。一度帰宅したボンスンはミンヒョクの家を訪れる。
ボンスンは犯人のキム・ジャンヒョンを挑発して夜の工事現場に呼び出す。ボンスンをめぐって反目するミンヒョクとグクドゥが協力してジャンヒョンを追いつめ、ボンスンの投げ飛ばした檻にジャンヒョンが捕らえられる。
最終話（第16話） 파이널（ファイナル）
犯人キム・ジャンヒョンは1人を殺害し4人を拉致監禁した罪で無期懲役刑になる。ボンスンの怪力は公にならず、犯人確保はミンヒョクの手柄になりミンヒョクが「勇敢な市民」として警察から表彰される。グクドゥは江南（カンナム）警察署に異動になる。ヒジはウィーンのオーケストラに入団することになる。
ボンスンは企画開発チームに入り、「スーパーガールボンスン」をチーム長のオ・ドルピョのもとで開発・発売する。ボンスンとミンヒョクは花吹雪散る桜の樹のもとで永遠の愛を誓う。二人は両親やギョンシムはもとよりペク・タク一家にまで祝福を受けて結婚式を挙げる。やがて二人の間に双子の娘が生まれる。双子は怪力を受け継いでいて保母・保父の成り手にも困る。
怪力を世のために積極的に使うことにしたボンスンは通勤途中にも人助けをして遅刻の連続になり、チーム長に叱責され社長付きのインターンに戻る。それでもボンスンは人助けのために東奔西走する。